# Higashide Masahiro
Higashide Masahiro (Hán tự: 東出昌大, Bình giả danh: ひがしで まさひろ, Hán-Việt: Đông Xuất Xương Đại) hay Masahiro Higashide sinh ngày 1/2/1988 tại Saitama, Nhật Bản, là nam diễn viên, người mẫu Nhật Bản.

## Sự nghiệp

### Diễn viên

#### Phim truyền hình
- Renai Kentei #2 (NHK BS, 2012)
- Reset～Hontou no shiawase no mitsukekata～ (TBS, 2012)
- Kekkon Shinai (CX, 2012)
- xxxHOLiC (WOWOW, 2013)
- Gochisousan (NHK, 2013)

#### Phim điện ảnh
- Kirishima, Bukatsu-yamerutteyo (2012)
- The Kirishima Thing (2012)

#### Video âm nhạc
- Kotoba Dake Ja Tarinaikedo (But I Just Don't Have Enough Words) (SHIKATA) (2012)

### Người mẫu

#### Quảng cáo
- Nintendo Wii
- Ezaki Glico BREO (2007-2008)
- McDonald (2008)
- Coca-Cola ZERO (2008)
- Panasonic Lumix DMC-G1 (2008)
- Kagome-Yasai Seikatsu 100 (2009)
- LunaLuna (2012)

#### Buổi trình diễn
- Yohji Yamamoto（PARIS）
- Zucca（PARIS）

## Giải thưởng
- Spo-nichi Grand Prix Newcomer Award (The 67th Mainichi Film Awards) (2013)
- Newcomer of the Year (The 36th Japan Academy Prize) (2013)